# Sarma (Wind)
Sarma (russisch Сарма) ist der Name eines Nordwindes am Baikalsee. Er ist dafür berühmt, der kälteste und stärkste Wind dieser Region zu sein. Die Windgeschwindigkeit baut sich sprunghaft auf und erreicht schnell Hurrikanstärke.

## Geschichte
Am 15. Oktober 1901 ereignete sich der bisher schwerste Zwischenfall. Der Wind Sarma drückte in den Abendstunden vier in der Fischereibasis Nischneangarsk beheimatete Schiffe gegen die Felsen und zertrümmerte sie vollständig. 176 Besatzungsmitglieder der Яков (Jacob), Потапов (Potapov), Могилев (Mogilev) und Шипунов (Shipunov) kamen dabei ums Leben.